# Le Chiffonnier (pel·lícula de 1896)
Le Chiffonnier és una pel·lícula muda francesa de Georges Méliès, estrenada el 1896, produïda per Star Films. Actualment, la pel·lícula es considera perduda.